# Rosenthaler Bach
Der Rosenthaler Bach ist ein knapp über vier Kilometer langer nördlicher und rechter Zufluss der Strunde auf dem Gebiet der Kreisstadt Bergisch Gladbach im nordrhein-westfälischen Rheinisch-Bergischen Kreis. Namensgeber ist der in der Nähe befindliche Rosenthaler Hof.  

## Geographie

### Verlauf
Der Rosenthaler Bach entspringt auf einer Höhe von etwa 218 m ü. NHN an der Bundesstraße 506 an der Grenze zur Gemeinde Odenthal in der Nähe von Grünenbäumchen. Ein weiterer Quellzufluss entspringt in der Nähe von Combüchen. Der Rosenthaler Bach hat keine Zuflüsse.
Der Bach fließt in südöstlicher Richtung entlang des Rosenthaler Wegs zunächst durch ein Waldgebiet, später an Wiesen vorbei.
Der Bach mündet schließlich in Herrenstrunden auf einer Höhe von ungefähr 139 m von Norden in die aus dem Osten heranziehende Strunde.

### Einzugsgebiet
Das 4,439 km² große Einzugsgebiet des Rosenthaler Bachs liegt in der Paffrather Kalksenke und der Bechener Hochfläche.
Es grenzt
- im Westen an das des Kuckelberger Bachs
- im Norden an das des Käsbachs und des Eikamper Bachs
- im Osten und Südwesten an das der Strunde.